# اولوآرا
اولوآرا (به لاتین: Oluara) یک منطقهٔ مسکونی در سری‌لانکا است که در استان جنوبی (سری‌لانکا) واقع شده‌است.